# Grotta di Mosè

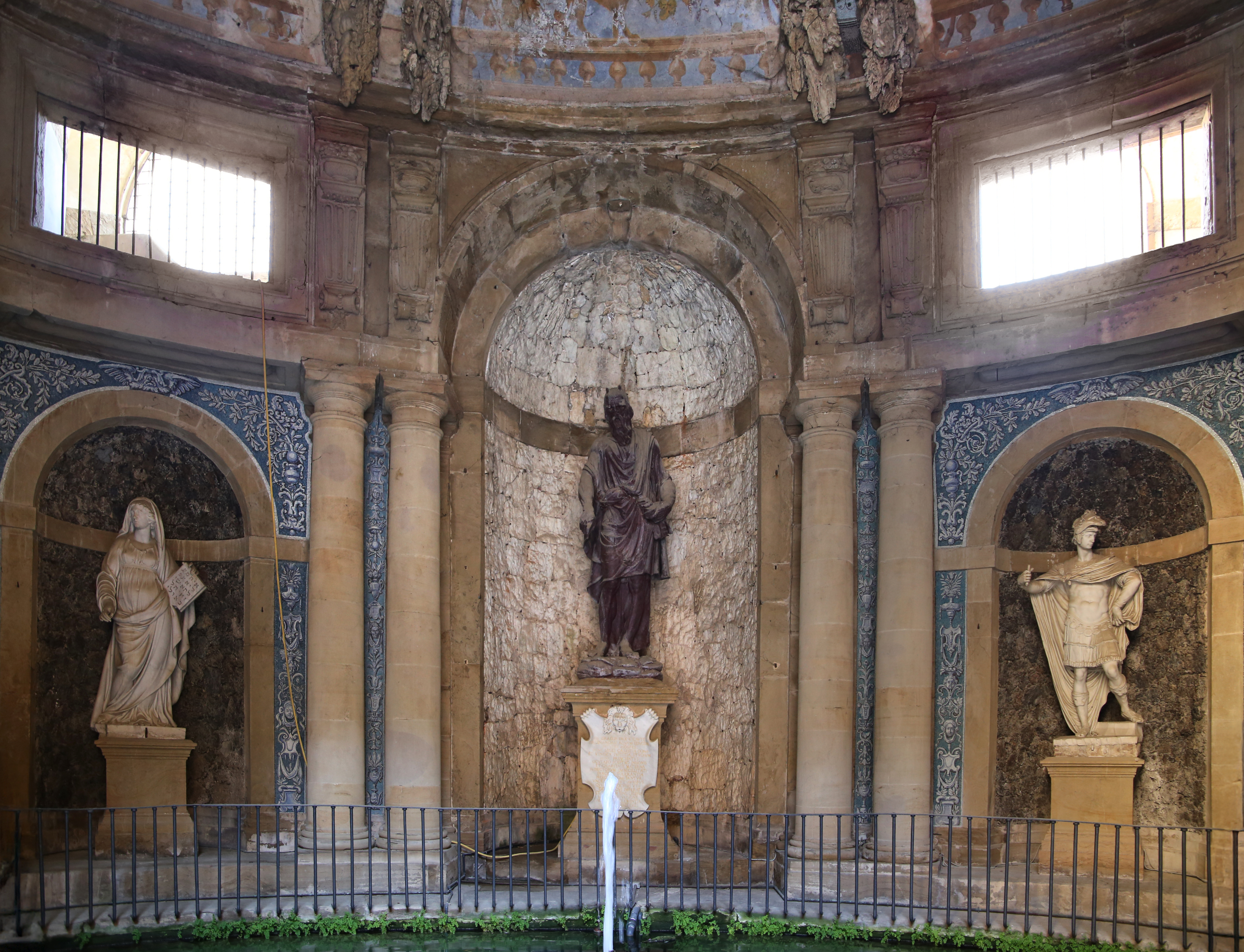
Grotta del Mosè

La grotta di Mosè si trova nel cortile dell'Ammannati, il cortile centrale di palazzo Pitti a Firenze, tra le due rampe che portano al giardino di Boboli.

## Le grotte fantastiche
Nel Cinquecento in Toscana si era diffusa per i palazzi signorili la moda dei giardini all'italiana e uno degli ambienti irrinunciabili era la Grotta, cioè la ricostruzione fantasiosa e complessa di grotte naturali, con sculture pitture e giochi d'acqua, con vere concrezioni calcaree che venivano spesso rubate nelle grotte vere e riutilizzate dagli artisti. A Firenze la prima grotta fantastica è quella chiamata degli Animali nella villa medicea di Castello, con sculture di Giambologna, e da allora si sono moltiplicate in tutte le residenze medicee e non solo, fino a uscire dai confini regionali, nei grandi parchi romani e del nord Italia. A palazzo Pitti è celebre anche la grotta del Buontalenti nel giardino di Boboli.

## La Grotta di Mosè

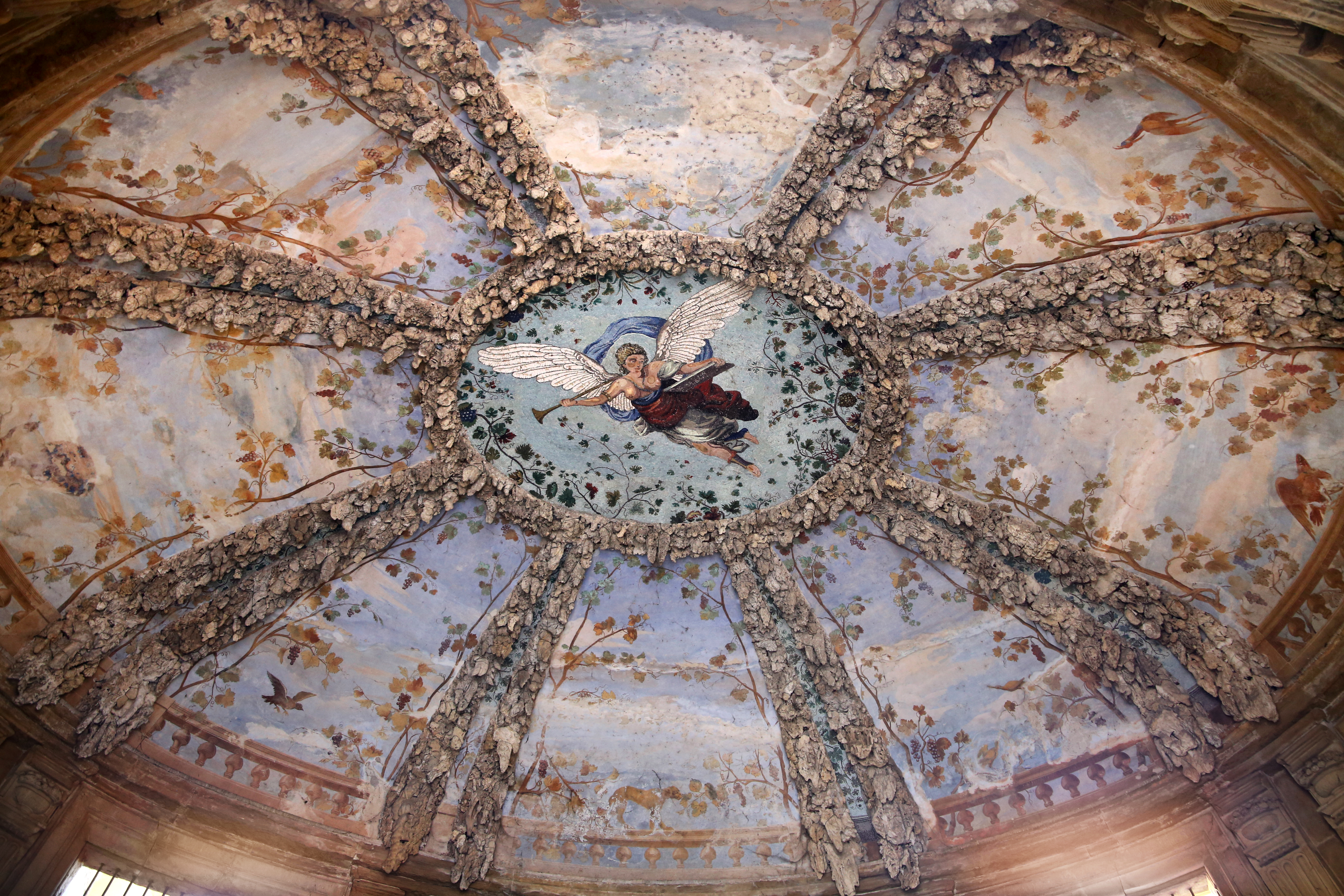
Il soffitto decorato

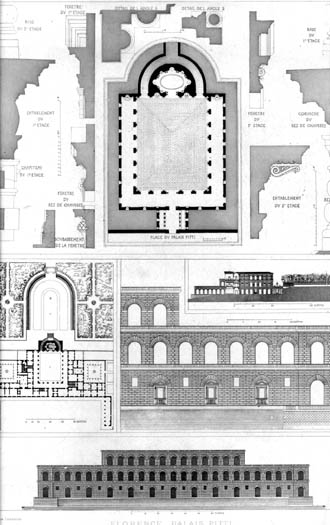
Stampa del XIX secolo, dove si vede la pianta del cortile centrale di Palazzo Pitti e della Grotta del Mosè

Questa grotta prende il nome dalla colossale statua di Mosè in porfido rosso orientale, che si trova oltre la vasca ellittica al centro della parete.
Negli inventari medicei della fine del Cinquecento la grotta è citata come rustica, cioè non decorata, e fu interessata solo dalle opere di riqualificazione del palazzo volute da Cosimo II e Ferdinando II, prima con l'architetto Giulio Parigi, poi con suo figlio Alfonso Parigi il giovane.
In particolare si fa risalire al 1634-1635 la decorazione della grotta, con sedici colonne di pietraforte, la vasca ellittica, la statua del Mosè, ricavata da un torso antico innestato su un nuovo corpo realizzato da Raffaello Curradi e Cosimo Salvestrini, e le quattro statue in marmo poste nelle nicchie decorate da pietre "spugnose", cioè da concrezioni calcaree. Queste quattro figure rappresentano le Virtù del Principe secondo un impianto allegorico ideato da Francesco Rondinelli (erudito e bibliotecario dei granduchi):
1. La Carità di Agostino Ubaldini, 1623
2. L'Imperio di Domenico Pieratti, 1635-1636
3. Lo Zelo di Domenico Pieratti, 1635-1636
4. La Legge di Antonio Novelli, 1635

Un angelo musicante, dipinto sulla volta che simula un pergolato di pietra spugnosa aperto sul cielo, allude alla Fama e chiude l'allegoria (opera di Filippo Tarchiani, 1638)
Nella vasca "nuotano" tre graziosi putti in marmo di Pompeo Ferrucci del Tadda.
All'esterno sono presenti altre due sculture di pregio, l'Ercole e Anteo e l'Ercole in riposo, entrambe di epoca romana. A sinistra dell'entrata è inoltre presente un'insolita targa detta "della Mula" perché dedicato a questo animale, raffigurato in bassorilievo, in memoria del prezioso tributo dell'animale ai lavori edili per la costruzione del palazzo.
Sopra la grotta si estende la terrazza decorata dalla fontana del Carciofo.